# إي. أ. سميث
إي. أ. سميث (بالإنجليزية: E. A. Smyth)‏ هو عالم حشرات أمريكي، ولد في 26 أكتوبر 1863 في سومرتون في الولايات المتحدة، وتوفي في 19 أغسطس 1941.